# Ujae
Ujae est un atoll des îles Marshall.
Ujae est composé de 15 îlots formant un total de 1,86 km2, entourant un lagon de 186 km2. Il comptait 364 habitants en 2011.
Les Marshallais ont longtemps considéré cet atoll comme étant un repère pour les démons.